# Родниково (Калининградская область)
Родниково (до 1928 — Грос Виттгиррен (нем. Groß Wittgirren), до 1947 — Миттенвальде (нем. Mittenwalde)) — посёлок в Черняховском районе Калининградской области. 

## История
Поселок назывался Витгирре в 1623, Витгиррен в 1785, Грос Витгиррен до 1928, Миттенвальде до 1946 года
До 2015 года входил в состав Свободненского сельского поселения.

## Население
| 1910 | 1933 | 1939 | 2002 | 2010 |
| ---- | ---- | ---- | ---- | ---- |
| 111  | ↗162 | ↗173 | ↘26  | →26  |